# Denis Fauvel
 (septembre 2018).
Si vous disposez d'ouvrages ou d'articles de référence ou si vous connaissez des sites web de qualité traitant du thème abordé ici, merci de compléter l'article en donnant les références utiles à sa vérifiabilité et en les liant à la section « Notes et références ».
Pour les articles homonymes, voir Fauvel.
Denis Fauvel, dit Keskiri, né le 6 août 1950 à Paris, est un dessinateur et scénariste français de bande dessinée.

## Biographie
Autodidacte, il a d’abord mené une carrière d’homme d’affaires. Il a publié deux livres humoristiques Ah, les couples et Ah, les  bagnoles . Les travaux sont réalisés à la pointe sèche, à l’encre, à l’acrylique ou à l’aérographe avec un intérêt croissant pour la tablette graphique informatique. Les voitures sont souvent représentées sous des formes oniriques.
Il donne également des cours de BD aux enfants. Il a été sollicité par les Editions LTA pour réaliser un ouvrage intitulé : J’apprends la BD, paru en mai 2010.

## Publications
- Astrorires, Éditions Vents d'Ouest, 1993.
- Les chats, Éditions Vents d'Ouest, 1994.
- L'Art de prendre la parole, Éditions Nathan, 1995 (1 page texte, 1 page dessin).
- Les motards, Éditions Vents d'Ouest, 1995.
- Vive la flemme, Éditions Vents d'Ouest, 1995.
- L'Art de trouver un emploi , Éditions Nathan, 1997 (1 page texte, 1 page dessin).
- Le vin,  Éditions Sang de la Terre — Borneman, 1999.
- Guide du vin illustré, Éditions Sang de la Terre — Borneman, 2000.
- L'Anatomie du vin, Éditions Le Sémaphore, 2001.
- Ganesh, Éditions Kailash, 2001.
- Krishna, Éditions Kailash, 2003.
- Hanuman, Éditions Kailash, 2005.
- Ah, les couples !!!, Éditions Keskiri,  2007.
- Ah, les bagnoles !!!, Éditions Keskiri,  2009.
- J’apprends la BD,  Editions LTA,  coll. « Le Temps apprivoisé », 2010.
- Essonne Insolite: guide des lieux étranges et méconnus du département de l'Essonne, Grrr..art,  2015.
- Yvelines Insolites: guide des lieux étranges et méconnus du département des Yvelines, Grrr..art,  2016.
- Bouddha, Aluna, 2019.